# Сикамор (Јужна Каролина)
Сикамор (енгл. Sycamore) град је у америчкој савезној држави Јужна Каролина.

## Демографија
По попису из 2010. године број становника је 180, што је 5 (-2,7%) становника мање него 2000. године.
| Група             | 2000.       | 2010.       |
| Белци             | 114 (61,6%) | 119 (66,1%) |
| Афроамериканци    | 65 (35,1%)  | 58 (32,2%)  |
| Азијати           | 0 (0,0%)    | 1 (0,6%)    |
| Хиспаноамериканци | 4 (2,2%)    | 2 (1,1%)    |
| Укупно            | 185         | 180         |